# Melissa Harrison
Melissa Harrison (Surrey, 1975) è una scrittrice britannica.

## Biografia
Nata nel Surrey nel 1975, ha studiato letteratura inglese all'Università di Oxford.
Nel 2010 ha vinto il John Muir Trust Wild Writing Award e tre anni dopo ha esordito nella narrativa con il romanzo Clay.
È stata insignita del Premio letterario dell'Unione europea per il terzo romanzo All Among the Barley.
Suoi reportage naturalistici sono apparsi sul Times e ha scritto delle recensioni per il Guardian e articoli per il Financial Times.

## Opere

### Romanzi
- Clay (2013)
- L'aria innocente dell'estate (At Hawthorn Time, 2015), Roma, Fazi, 2023 traduzione di Stefano Bortolussi ISBN 9791259670281.
- All Among the Barley (2018)

### Libri per ragazzi
- By Ash, Oak and Thorn (2021)
- By Rowan and Yew (2021)

### Saggi
- Seasons: Spring, Summer Winter, Autumn (2016)
- Rain: Four Walks in English Weather (2016)
- The Stubborn Light of Things (2020)

## Premi e riconoscimenti

### Vincitrice
Premio letterario dell'Unione europea
- 2019 con All Among the Barley[9]